# 巴德·豪泽
巴德·豪泽（英語：Bud Houser，1901年9月25日—1994年10月1日），美国男子田径运动员，主攻铁饼和铅球。他曾代表美国参加1924年和1928年夏季奥林匹克运动会田径比赛，共获得三枚金牌。